# Дедовка (Гомельская область)
Дедовка (бел. Дзе́даўка) — деревня и железнодорожная станция (на линии Лунинец — Калинковичи) в Люденевичском сельсовете Житковичского района Гомельской области Беларуси.
Неподалёку месторождение каолина (8,5 млн т). На западе и севере граничит с лесом.

## География

### Расположение
В 15 км на запад от Житковичей, 248 км от Гомеля. На востоке Житковичский ботанический заказник республиканского значения.

## Гидрография
На юге и востоке мелиоративные каналы.

## Транспортная сеть
Рядом автодорога Лунинец — Калинковичи. Планировка состоит из разделённых железной дорогой 2 частей: южной (прямолинейная улица близкой к меридиональной ориентации) и северной (2 прямолинейные, параллельные между собой меридиональной ориентации улицы, соединённые дорогой). Застройка деревянная, двухсторонняя, усадебного типа. В 1 км на запад от основной застройки железнодорожная станция.

## История
Согласно письменным источникам известна с XIX века как деревня в Житковичской волости Мозырского уезда Минской губернии. Согласно инвентаря 1845 года 391 десятина земельных угодий. В 1879 году упоминается в числе селений Люденевичского церковного прихода. 16 ноября 1904 года начал работу железнодорожный разъезд, телеграфный пост.
В 1921 году в наёмном доме открыта школа. В 1931 году организован колхоз «Красная Дедовка», работали паровая мельница, кузница. Во время Великой Отечественной войны 5 июля 1944 года освобождена от оккупантов. 36 жителей погибли на фронте. Согласно переписи 1959 года в составе совхоза «Люденевичи» (центр — деревня Люденевичи). Действуют начальная школа, библиотека, клуб, фельдшерско-акушерский пункт.

## Население

### Численность
- 2004 год — 116 хозяйств, 274 жителя.

### Динамика
- 1862 год — 10 дворов.
- 1897 год — 31 двор, 198 жителей (согласно переписи).
- 1908 год — 51 двор, 268 жителей.
- 1917 год — в деревне 518 жителей, на железнодорожном разъезде 57 жителей.
- 1921 год — 75 дворов.
- 1959 год — 464 жителя (согласно переписи).
- 2004 год — 116 хозяйств, 274 жителя.

## Культура
- Дом культуры

## События и мероприятия
- Народный праздник «Купалле» (6 июля 2025).

## Достопримечательность
- Часовня

## Галерея

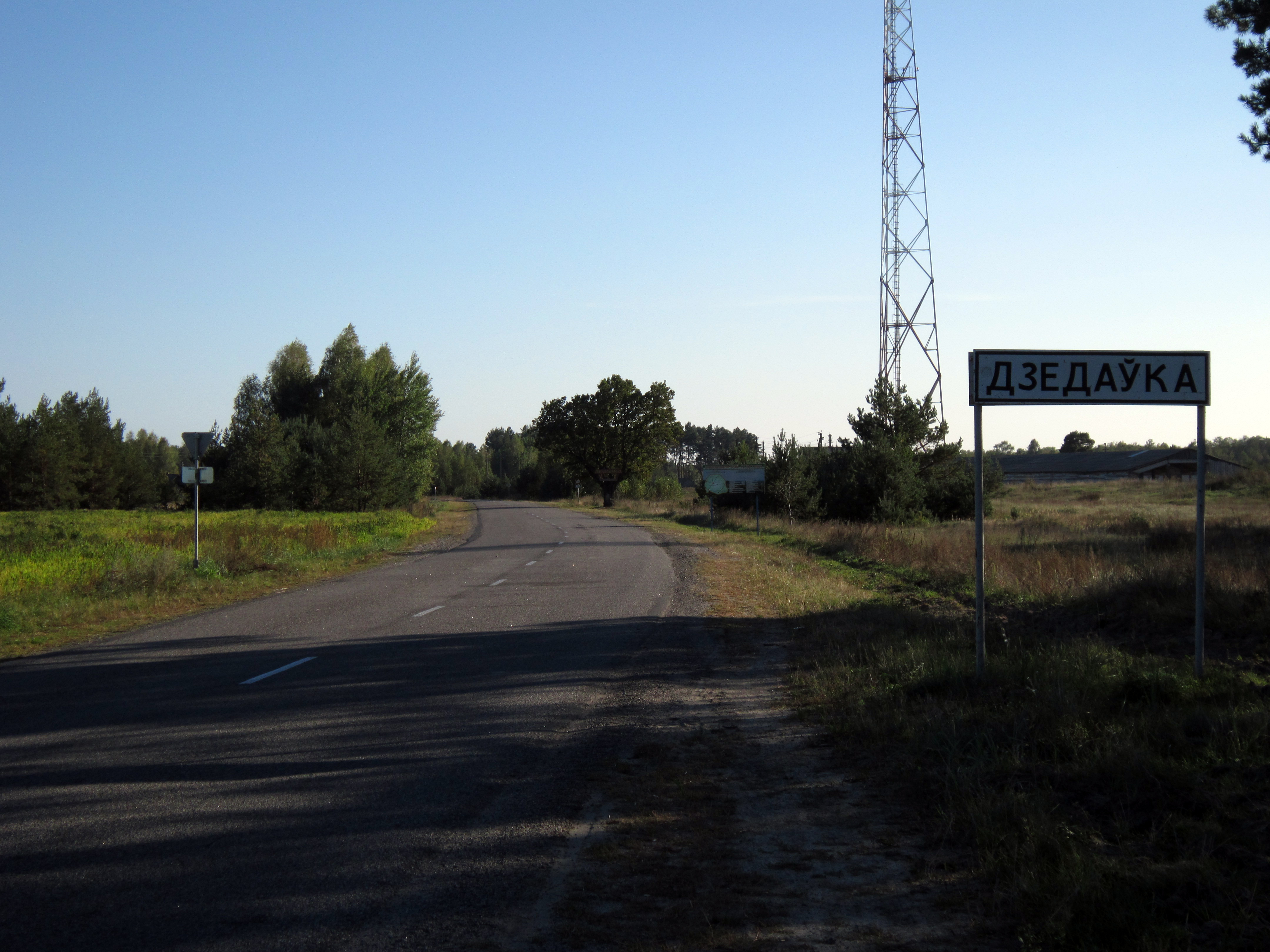
Панорама
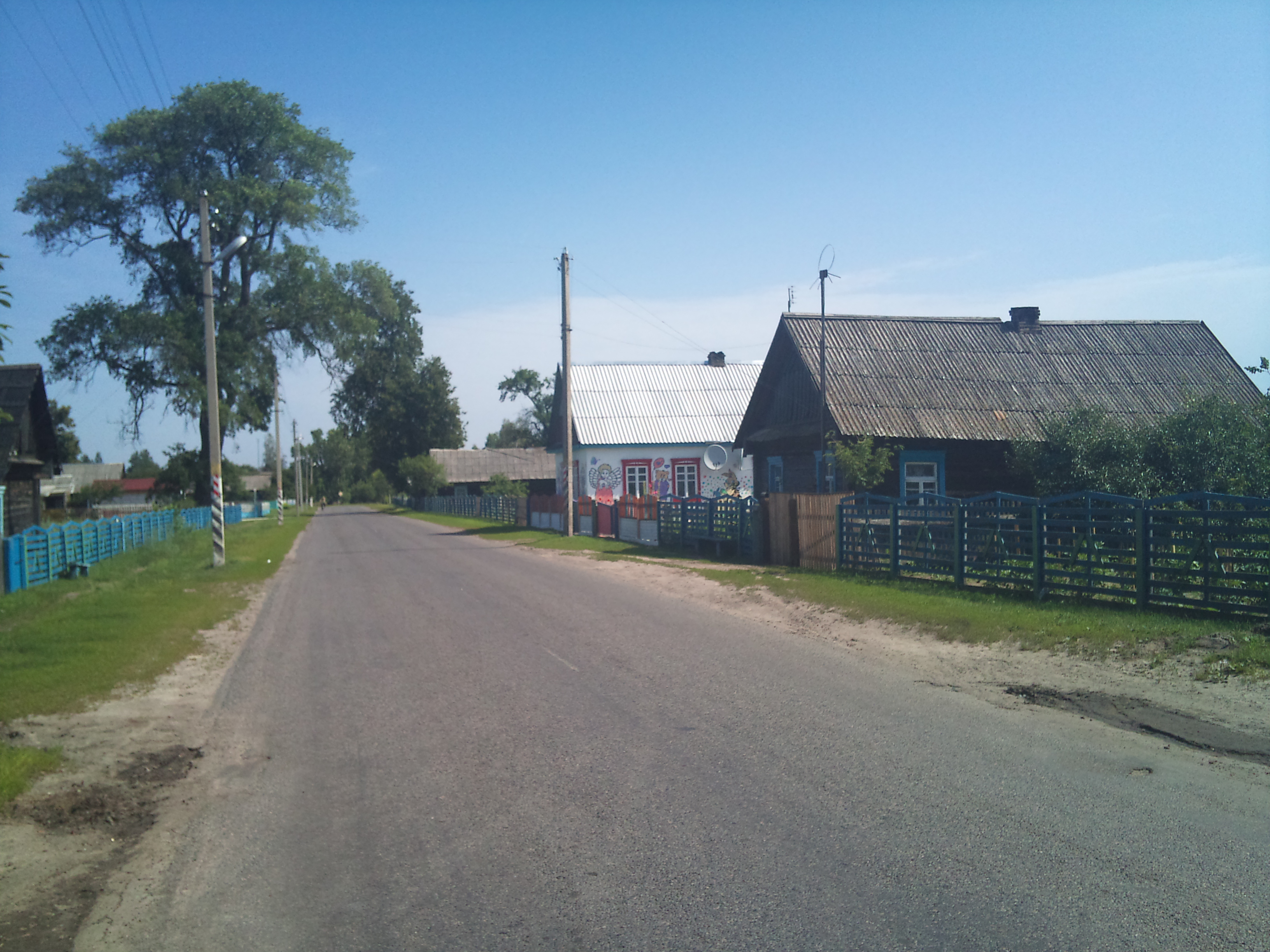
Улица
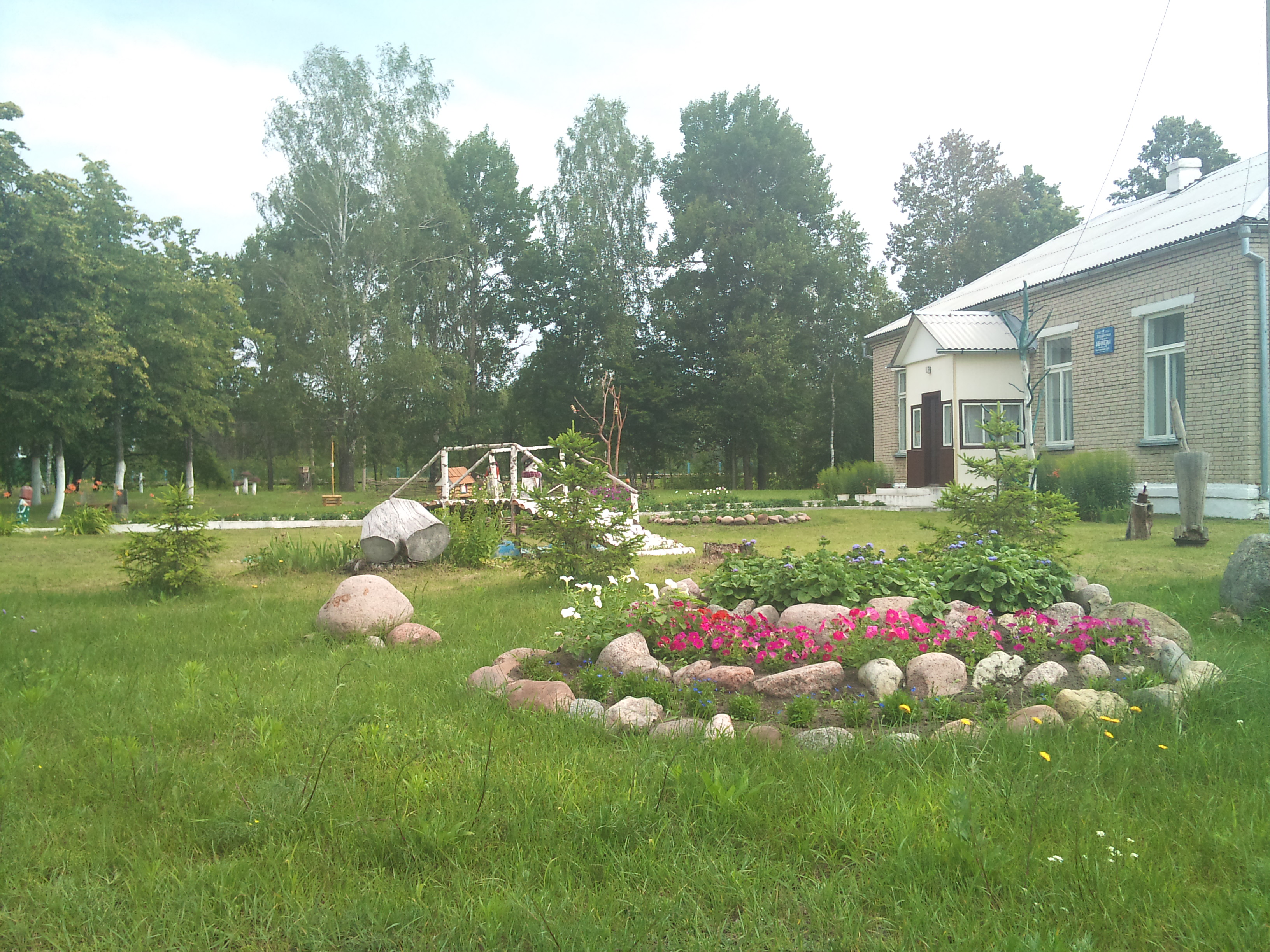
Панорама
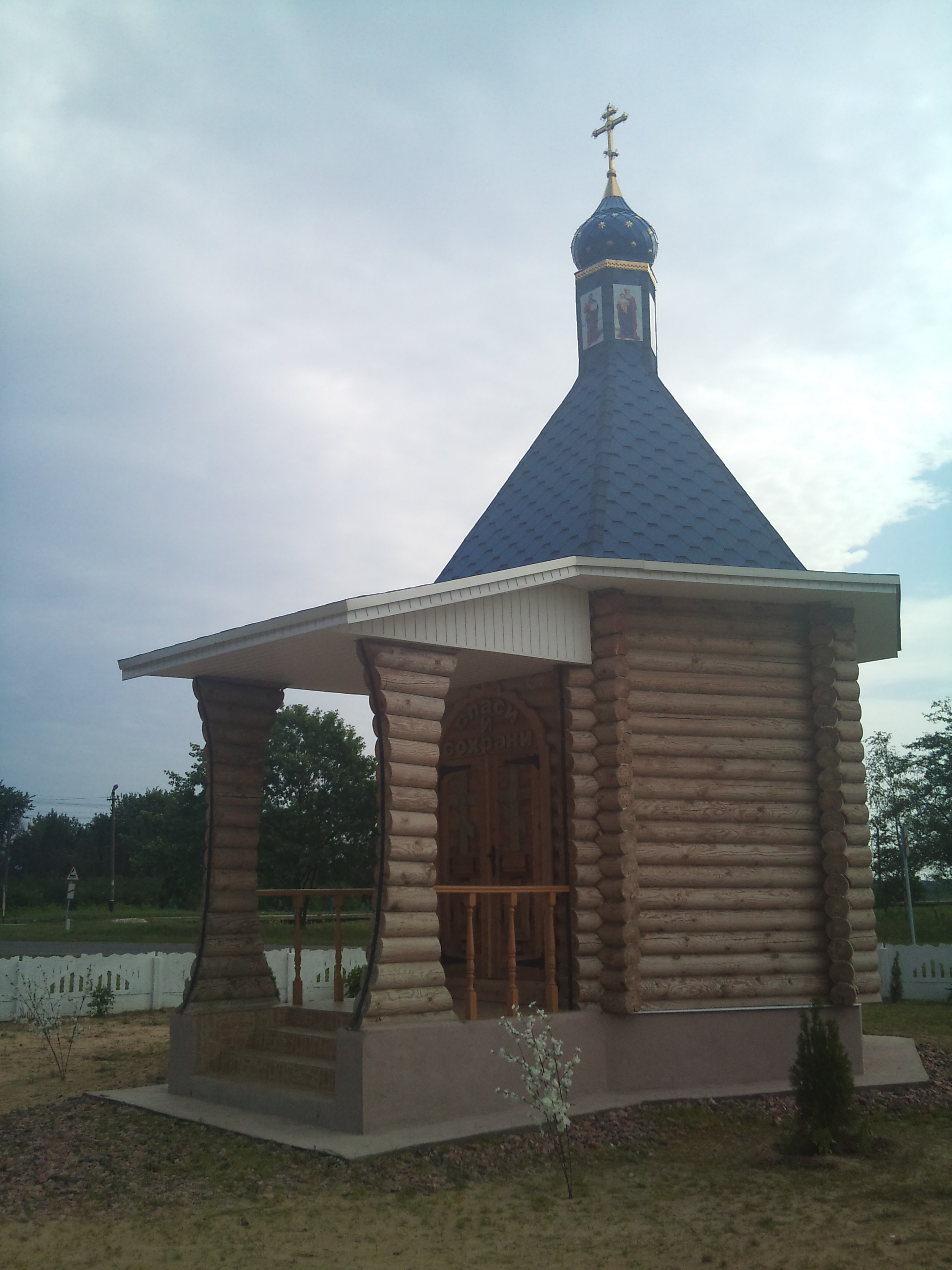
Часовня
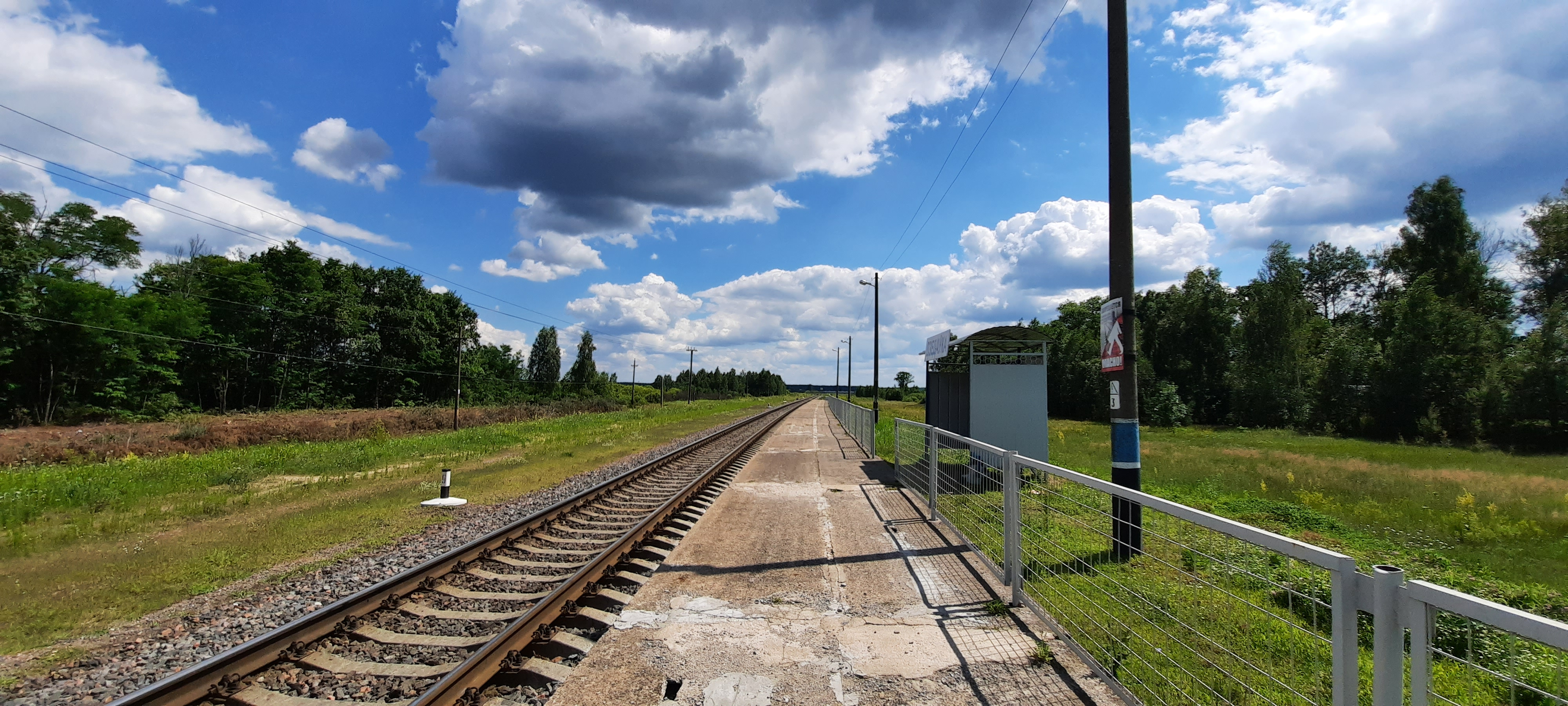
Ж/д остановочный пункт Дедовка

## Известные уроженцы
- Ф. И. Петюшкин — генерал-майор артиллерии.